# Mikkey Dee
Micael Kiriakos Delaoglou poznatiji kao Mikkey Dee (Göteborg, Švedska, 31. listopada 1963.) je švedski glazbenik, najpoznatiji kao bubnjar britanskog heavy metal sastava Motörhead od 1992. sve do 2015. Dee je svirao i s njemačkim metal skupinom Helloween 2003. U rujnu 2016. postao je novi bubnjar njemačkog rock sastava Scorpions. Dee je poznat po dugitrajanim samostalnim izvedbama na bubnjevima od 5. do 15. minute. Svirao je i s Kingom Diamondom od 1985. do 1989.

## Rani život i uzori
Dee je rođen u Göteborgu, Švedska od grčkog oca i švedske majke.
Počeo je glazbenu karijeru s lokalnim sastavima Nadir i Geisha. Njegov omiljeni bubnjar je Ian Paice. Ostali uzori su mu Brian Downey, Neil Peart i Steve Smith. Dee također smatra Buddyja Richa uzorom.

## Karijera

### King Diamond (1985. – 1989.)
Kad se preselio u Kopenhagen svirati s Geishom, Dee se pridružio King Diamondu 1985. Svirao je na albumima Fatal Portrait, Abigail i "Them". Sam King Diamond postajao je vrlo popularan, a glazbenici koji su ga podržavali preuzimali su sporednu ulogu u pisanju i donošenju odluka. Nakon turneja albuma "Them", Dee je napustio sastav jer je osjećao da postaje više pomoćni glazbenik nego ravnopravan skladatelj. Ipak je svirao kao dodatni glazbenik na bubnjevima na albumu Conspiracy. Zamijenio ga je Snowy Shaw.

### Don Dokken (1990.)
Dee se pridružio Donu Dokkenu na njegovom samostalnom albumu Up from the Ashes. Glazbeni spotovi za pjesme "Stay" i "Mirror Mirror" pojavile su se u Headbangers Ballu na MTV-u. Sastav je svirao turneju sa skupinom Judas Priest. 

### Motörhead i ostalo projekti (1992. – 2015.)
Kad je King Diamond svirao na turneji s Motörheadom, frontmen Lemmy više puta ga je zamolio da se pridruži njegovom sastavu. Godine 1992. se Dee pridružio Motörheadu i zamijenio je Phila "Philthy Animal" Taylora. 
Prvi nastup sastava s Deejom bio je 30. kolovoza 1992. u Saratoga Performing Arts Centeru u New Yorku. Pojavio se kao bubnjar na pjesmi "Hellraiser" na albumu March ör Die no ostale bubnjeve snimio je Tommy Aldridge.
Dee se pojavio i kao bubnjar na albumu Rabbit Don't Come Easy sastava Helloween.
U travnju 2006., King Diamond ponovo se udružio s Deejom na rasprodanoj svirci u Kårenu u Göteborgu, Švedska. King je nazvao Deeja kao "Jedan od najboljih bubnjari svih vremena i to je nešto što nas muči otkako je otišao. 
Kad je Lemmy umro u prosincu 2015., Dee je objavio da se Motörhead raspao.

### Scorpions (2016. – danas)
Dee se pridružio sastavu Thin Lizzy na nastupima u siječnju 2016. Iako 19. travnja objavljeno je da ne bi sudjelovao. Iste godine objavljeno je da se Dee pridružio turneji sastava Scorpions u Sjervnoj Americi kao službeni član.

## Osobni život
Mikkey Dee živi u Göteborgu sa svojom dugogodišnjom djevojkom Mijom. Ima dva sina.
Godine 2019. Dee je otvorio rock bar u Parizu pod imenom Alabama.

## Diskografija
King Diamond
- Fatal Portrait (1986.)
- Abigail (1987.)
- "Them" (1988.)
- Conspiracy (1989.)
- In Concert 1987: Abigail (1990.)

Don Dokken
- Up from the Ashes (1990.)

Motörhead
- March ör Die (1992.)
- Bastards (1993.)
- Sacrifice (1995.)
- Overnight Sensation (1996.)
- Snake Bite Love (1998.)
- We Are Motörhead (2000.)
- Hammered (2002.)
- Inferno (2004.)
- Kiss of Death (2006.)
- Motörizer (2008.)
- The Wörld Is Yours (2010.)
- Aftershock (2013.)
- Bad Magic (2015.)

Helloween
- Rabbit Don't Come Easy (2003.)

Scorpions
- Born to Touch Your Feelings: Best of Rock Ballads (2017.)
- Rock Believer (2022.)